# Dwayne Roloson
Albert Dwayne Roloson, född 12 oktober 1969 i Simcoe, Ontario, är en kanadensisk före detta professionell ishockeymålvakt i NHL. 
Han har tidigare spelat för NHL-lagen Calgary Flames, Buffalo Sabres, New York Islanders, Minnesota Wild, Edmonton Oilers och Tampa Bay Lightning.
Säsongen 2004–05 spelade Roloson för Rauman Lukko i FM-ligan.
Roloson jobbar numera som målvaktskonsult för Anaheim Ducks farmarlag Norfolk Admirals. 